# Polski Instytut Dyplomacji im. Ignacego Jana Paderewskiego
Polski Instytut Dyplomacji im. Ignacego Jana Paderewskiego (PID) – państwowa jednostka budżetowa podległa Ministrowi Spraw Zagranicznych istniejąca w latach 2012–2016. Głównym zadaniem Instytutu było kształcenie i doskonalenie umiejętności zawodowych członków polskiej  służby zagranicznej poprzez prowadzenie szkoleń skierowanych do pracowników MSZ.
Patronem Instytutu był Ignacy Jan Paderewski – mąż stanu, działacz niepodległościowy, premier i minister spraw zagranicznych RP, a jednocześnie wybitny pianista i kompozytor.

## Historia Instytutu
Polski Instytut Dyplomacji im. Ignacego Jana Paderewskiego został utworzony 1 października 2012 r. zarządzeniem Ministra Spraw Zagranicznych Radosława Sikorskiego z dnia 20 września 2012 r. Dyrektorem PID była Katarzyna Skórzyńska.
Instytut zlikwidowano 30 września 2016. Został zastąpiony przez Akademię Dyplomatyczną Ministerstwa Spraw Zagranicznych.

## Działalność
Szkolenia organizowane przez Polski Instytut Dyplomacji były adresowane do pracowników Ministerstwa Spraw Zagranicznych, a docelowo także pracowników innych instytucji administracji publicznej i samorządowej oraz partnerów zagranicznych. Umożliwiały one zarówno nabywanie umiejętności podstawowych dla zawodu dyplomaty, jak również podnoszenie wiedzy z zakresu stosunków dwustronnych i  działania organizacji międzynarodowych, w tym Unii Europejskiej, a także ekonomii oraz prawa.
Od stycznia 2013 PID prowadził na zlecenie Dyrektora Generalnego Służby Zagranicznej szkolenia dla przyszłych polskich dyplomatów w ramach aplikacji dyplomatyczno-konsularnej. Jej celem było przede wszystkim wykształcenie umiejętności, na których opiera się warsztat dyplomaty. Nabór na aplikację prowadzony był przez Ministerstwo Spraw Zagranicznych.
Instytut działał również na rzecz upowszechniania wiedzy o polskiej służbie zagranicznej oraz jej historii poprzez organizację seminariów i konferencji, działalność wydawniczą oraz tworzenie multimedialnej bazy danych.